# Julia Volkova
Pour les articles homonymes, voir Volkova.
Yulia Olegovna Volkova dite Julia Volkova (russe : Юлия Олеговна Волкова) née le 20 février 1985 à Moscou, est une chanteuse russe. Elle fait partie du duo t.A.T.u., aux côtés de Lena Katina. Formé à Moscou sous la direction d'Ivan Shapovalov en mars 1999, le groupe signe un contrat avec Universal Music Russia, puis avec Interscope Records, le sous-label d'Universal, en 2001. En mars 2011, un communiqué de presse est publié, déclarant officiellement la séparation du duo.
Volkova conclu un contrat solo avec Gala Records en juin de la même année, et lance son premier single, All Because of You en novembre.

## Biographie

### 1985 - 1998: Jeunesse et début de carrière
Volkova naît le 20 février 1985 à Moscou, en Russie. Son père, Oleg Volkov, est homme d'affaires et sa mère, Larissa Volkova, est coiffeuse. À l'âge de 6 ans, elle s'inscrit à l'école de musique et commence à apprendre à jouer du piano. À l'âge de 9 ans, elle devient membre du chœur d'enfants russe Neposedy, où elle rencontre Lena Katina. À l'âge de 11 ans, elle est transférée dans une école qui encourage les talents artistiques, et trois ans plus tard, elle quitte Neposedy pour rejoindre t.A.T.u.. Elle affirme qu'elle a été exclue de Neposedy parce qu'elle se comportait mal, mais les représentants de l'école le nient, affirmant qu'elle a simplement obtenu son diplôme, comme tous les autres membres à un certain âge.

### 1999 - 2011: t.A.T.u
Le créateur et ancien manager de t.A.T.u., Ivan Shapovalov, élabore l'image du duo afin de miser sur le fantasme des lesbiennes écolières, et d'attirer une fandom diversifiée,. De nombreux sites web russes prétendent que Volkova quitte t.A.T.u. pour se lancer en solo en mars 2009. Le blog officiel rejette les allégations selon lesquelles elle aurait quitté le groupe, mais indique que les deux filles mèneront désormais des projets solo distincts. Cependant, en janvier 2010, le duo publie une vidéo dans laquelle il affirme qu'il est toujours ensemble et qu'il prévoit d'autres chansons dans l'année.
En mars 2011, la dissolution officielle de t.A.T.u. est annoncée.

### 2011 - présent: Après t.A.T.u
Le 16 août 2011, la chanteuse annonce sur son site web, ainsi que sur les réseaux sociaux, qu'elle a officiellement signé avec le label russe Gala Records. Elle déclare également que son nouveau single, All Because of You (Сдвину мир), paraît à la fin du mois d'août, accompagné de son clip. La version russe, Сдвину мир, est sortie pour la première fois en Russie, le 11 novembre 2011. Volkova annonce également qu'elle se rend en Amérique du Sud pour une tournée promotionnelle, au cours de laquelle elle interprète des chansons de t.A.T.u. et quelques-unes de ses compositions en solo,.
Le 1er mars 2012, la presse rapporte que Volkova fait partie des 25 artistes de la sélection finale qui représentent la Russie au Concours Eurovision de la chanson 2012 à Bakou, en Azerbaïdjan. Le radiodiffuseur russe RTR confirme par la suite sa participation. Elle participe au concours en duo avec Dima Bilan, vainqueur de l'Eurovision 2008, avec la chanson Back to Her Future. Ils terminent à la deuxième place avec 29,25 points, derrière le groupe ethno-pop russe Bouranovskie Babouchki,.

## Vie privée
En mai 2004, Volkova annonce qu'elle est enceinte de son petit ami de longue date, Pavel Sidorov, ce qui suscite une certaine controverse car Sidorov est déjà marié et père d'une fille,. Leur fille, Viktoria Pavlovna "Vika" Volkova, est née le 23 septembre 2004 à Moscou. Volkova n'est plus en contact avec Sidorov.
Elle entretient une relation à long terme avec l'homme d'affaires ouzbek Parviz Yasinov en 2007. La presse relate qu'elle et Yasinov se sont mariés et qu'elle est enceinte. Volkova donne naissance à un garçon prénommé Samir le 27 décembre 2007, à Moscou. En 2008, les médias spéculent sur le fait qu'elle a été diagnostiquée d'une dépression périnatale, mais cela n'a jamais été confirmé. En 2010, Volkova reconnaît avoir rompu avec Yasinov, mais nie les allégations selon lesquelles elle est séparée de son fils.
En 2012, elle est diagnostiquée d'un cancer de la thyroïde. Au cours d'une opération complexe visant à retirer la tumeur, son nerf laryngé est endommagé, ce qui lui fait perdre sa voix. Elle poursuit son traitement afin de retrouver ses capacités de chanteuse.

### Religion
En mars 2013, la chanteuse confirme lors d'une interview qu'elle s'est convertie à l'Islam, déclarant : « Je ne porte pas de vêtements typiquement musulmans, mais je me suis convertie à l'islam parce que c'est ce qui me tient le plus à cœur ». Lorsqu'on lui a demandé si elle souhaitait vivre dans un pays musulman, elle répond : « Pourquoi pas ? ». En 2017, elle est revenue au christianisme orthodoxe oriental.

### Sexualité
Dans de nombreuses interviews, Volkova déclare officiellement qu'elle est bisexuelle : « J'aime toujours les garçons et les filles. Même mon mari, Volodya, assis en face de moi, confirme qu'il est au courant de mes histoires avec les filles. Pour moi, c'est une question d'actualité. J'ai eu une petite amie que j'aimais bien... Ce ne sont même pas les échos du passé, c'est ce que je vis au présent... ».

### Propos homophobes
En septembre 2014, la chanteuse est apparue en tant que candidate dans un jeu télévisé ukrainien intitulé Lie Detector et fait des commentaires considérés comme homophobes. L'animateur de l'émission lui demande si elle pourrait condamner son fils pour son homosexualité, ce à quoi elle répond : « Oui, je le condamnerais parce que je crois qu'un vrai homme doit être un vrai homme... un homme n'a pas le droit d'être un homo... ». Malgré cela, elle ajoute : « Deux filles ensemble, ce n'est pas la même chose que deux hommes ensemble. Il me semble que les lesbiennes sont esthétiquement beaucoup plus belles... » Elle déclare également : « Je ne suis pas contre les gays, ils sont toujours meilleurs que les meurtriers, les voleurs ou les toxicomanes ». Néanmoins, son point de vue sur l'homosexualité masculine suscite l'indignation sur les réseaux sociaux, où elle est considérée comme extrêmement hypocrite et partiale,.

### Conflit avec Lena Katina
La dispute entre Volkova et Katina remonte à 2010, lorsque Volkova exprime son opinion sur la carrière solo de Katina, en déclarant : « Elle a le droit de [chanter les chansons de t.A.T.u.], mais c'est tellement stupide, absolument stupide. Si vous faites une carrière solo, cela signifie que vous faites votre propre travail. Les choses qu'elle fait, je pense, sont stupides et très bientôt sa carrière va diminuer et disparaître ». Katina réagit sur sa page YouTube en déclarant : « J'ai vu l'interview de Julia. Bien sûr, je suis bouleversée. Mais je tiens à dire à tout le monde que j'ai une attitude totalement opposée à toute cette situation, y compris au projet de Julia. Je pense que c'est une personne très talentueuse et j'espère sincèrement qu'elle réussira dans tout ce qu'elle entreprend ». Lors d'une interview en janvier 2012, Volkova déclare qu'elle ne communique plus avec Katina. Le duo s'est brièvement reformé entre 2012 et 2014 avec une performance à The Voice Roumanie lors de la promotion de l'édition rééditée de l'album 200 km/h in the Wrong Lane, un concert à Kiev et une performance d'ouverture aux Jeux olympiques d'hiver de 2014 à Sotchi,. Le 22 mai 2014, les deux chanteuses présentent le clip Together Apart au Festival de Cannes, qui fait partie du projet A Sight of Cupid de Cornetto Ru contenant plusieurs courts-métrages sur l'amour. La vidéo accompagne leur chanson Любовь в каждом мгновении qui est enregistrée avec les musiciens Ligalize et Mike Tompkins.
En septembre 2022, Katina et Volkova se produisent ensemble sous le nom de t.A.T.u. au stade Dinamo de Minsk, en Biélorussie, dans le cadre d'un événement,. Ensuite, elles se sont produites lors d'un événement sportif au stade Gazprom de Saint-Pétersbourg en mai 2023.

## Clips vidéos
- 2011 : All Because of You (Сдвину мир)
- 2012 :
  - Didn't Wanna Do It (Давай закрутим Землю)
  - Back To Her Future (Любовь-Сука) feat. Dima Bilan

- 2014 :
  - Love In Every Moment (Lyubov V Kazhdom) feat. Lena Katina

- 2015 :
  - Hold Me Close (Derzhi Ryadom)
- 2016 :
  - Спасите люди мир

## Singles
- 2017 :
  - Следуй За Мной (Follow me)

## Filmographie
- 2013 – Zombies en vacances – Natasha[35]